# Aeródromo El Loa
Aeródromo El Loa är en flygplats i Chile.   Den ligger i provinsen Provincia de El Loa och regionen Región de Antofagasta, i den norra delen av landet, 1 200 km norr om huvudstaden Santiago de Chile. Aeródromo El Loa ligger 2 299 meter över havet.
Terrängen runt Aeródromo El Loa är platt norrut, men söderut är den kuperad. Runt Aeródromo El Loa är det glesbefolkat, med 10 invånare per kvadratkilometer.. Närmaste större samhälle är Calama, 5,0 km norr om Aeródromo El Loa.
Trakten runt Aeródromo El Loa är ofruktbar med lite eller ingen växtlighet.